# Delaware
|  | Aquest article tracta sobre l'estat dels EUA. Si cerqueu la tribu d'amerindis, vegeu «lenapes». |

Delaware és un dels 50 estats dels Estats Units. És el sisè estat menys poblat del país, només superat per Dakota del Sud, Alaska, Dakota del Nord, Vermont i Wyoming, i el segon estat més petit en extensió territorial. Sols Rhode Island té menys superfície.
Delaware és un gran centre financer. Més de 200.000 empreses tenen la seu en aquest estat perquè les seves lleis beneficien les companyies que la hi instal·len.
És conegut com el "Primer estat" perquè va ser la primera colònia, de les Tretze Colònies que es van revoltar contra el Regne de la Gran Bretanya, a signar la Constitució dels Estats Units. La ratificació es va esdevenir el 7 de desembre de 1787. Va formar part de les Colònies Mitjanes. Segons el cens dels EUA de l'any 2000, hi vivien 6.182 amerindis nord-americans (0,9%). Per tribus, les principals són els cherokees (1.134), els nanticoke (662), els lenapes (285), els blackfoot (206) i els iroquesos (125). També hi viuen canadencs i llatinoamericans (407).

## Història
Abans de l'arribada dels primers exploradors europeus la regió ja era habitada per dues tribus de nadius americans: els delaware i els nanticoke. El primer a descobrir el territori va ser Henry Hudson, el 1609.
Durant la Guerra Civil dels Estats Units, Delaware va voler pertànyer a la Unió, tot i que la majoria de la població era de la Confederació.

## Vegeu també

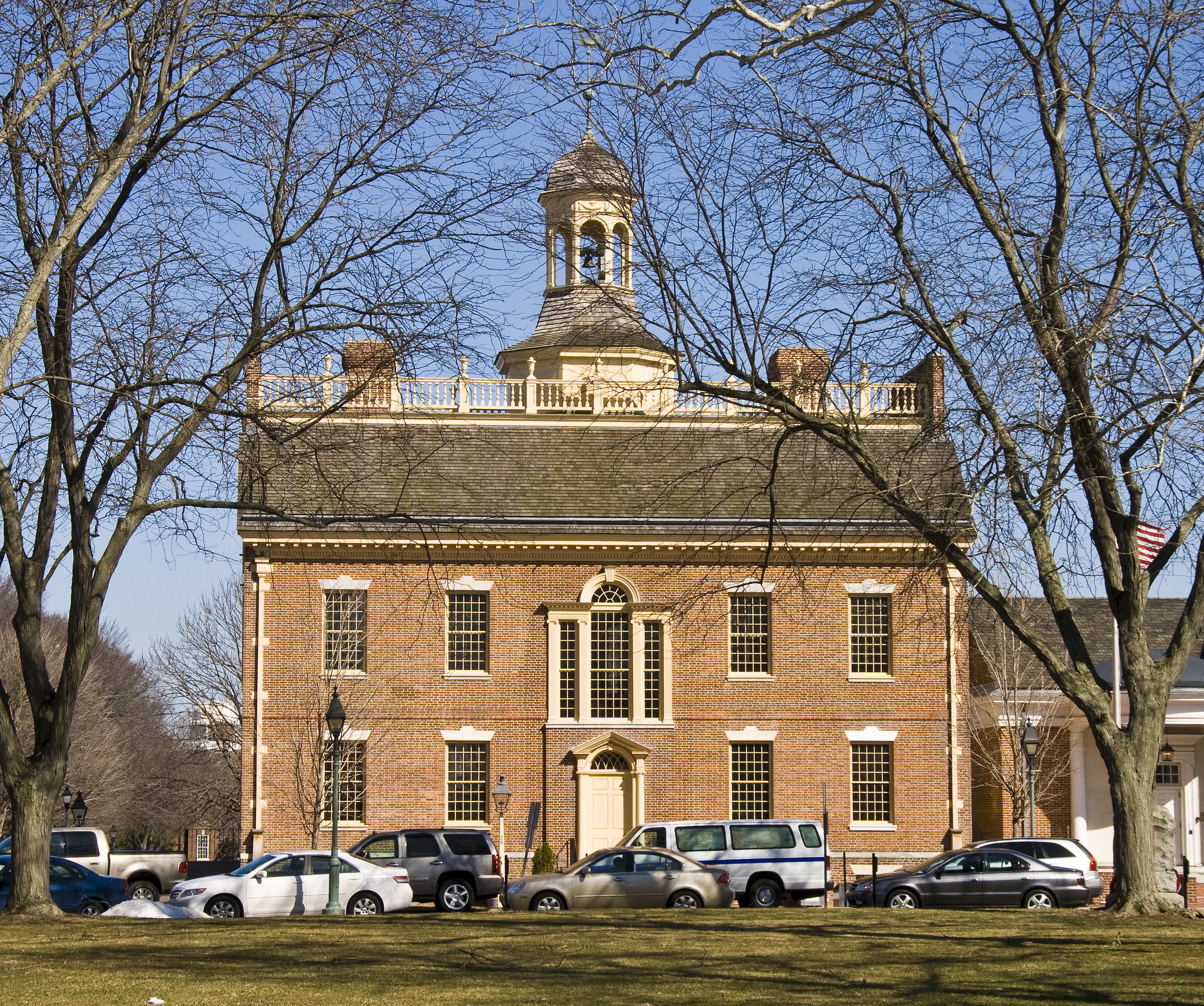
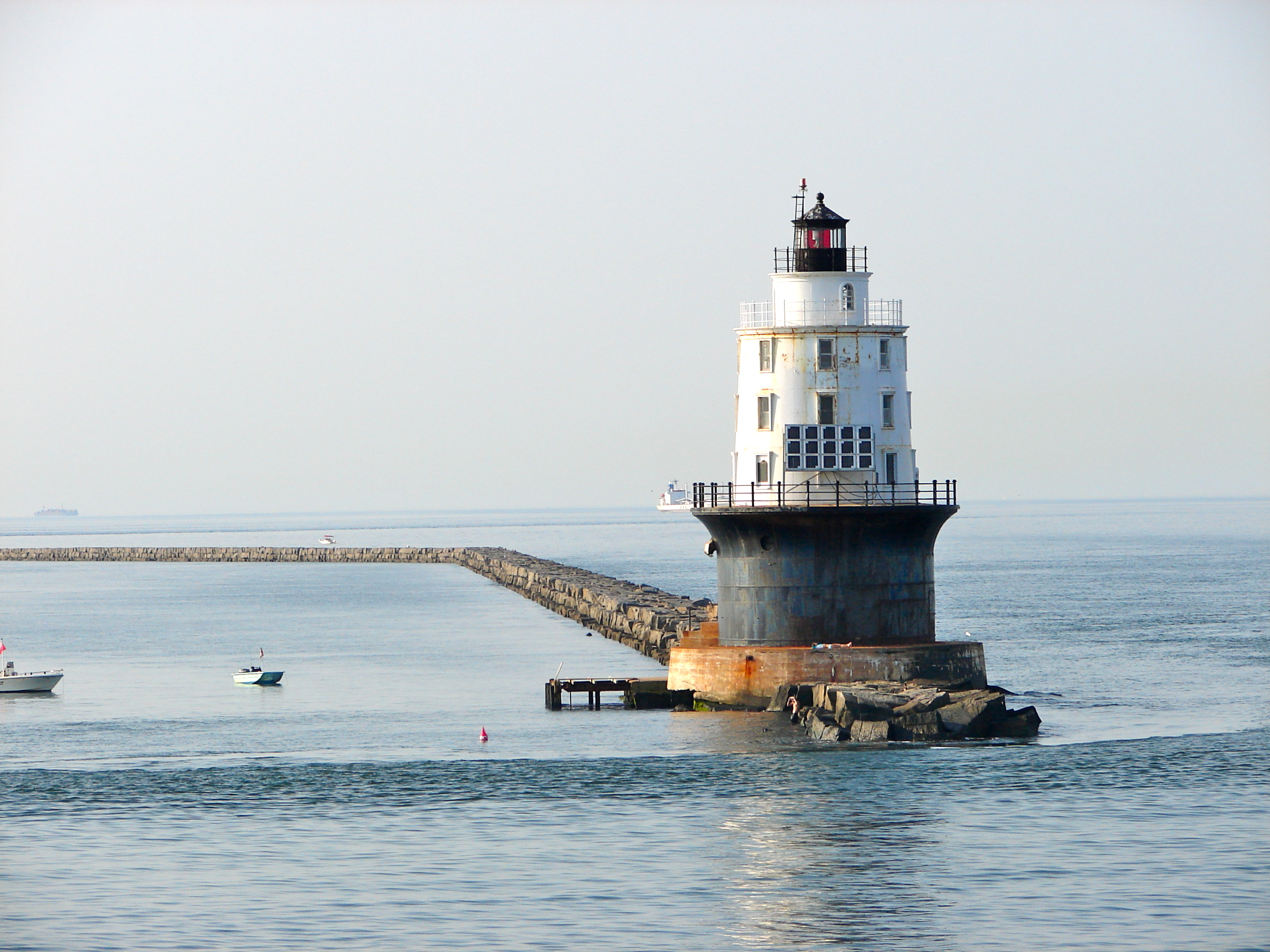
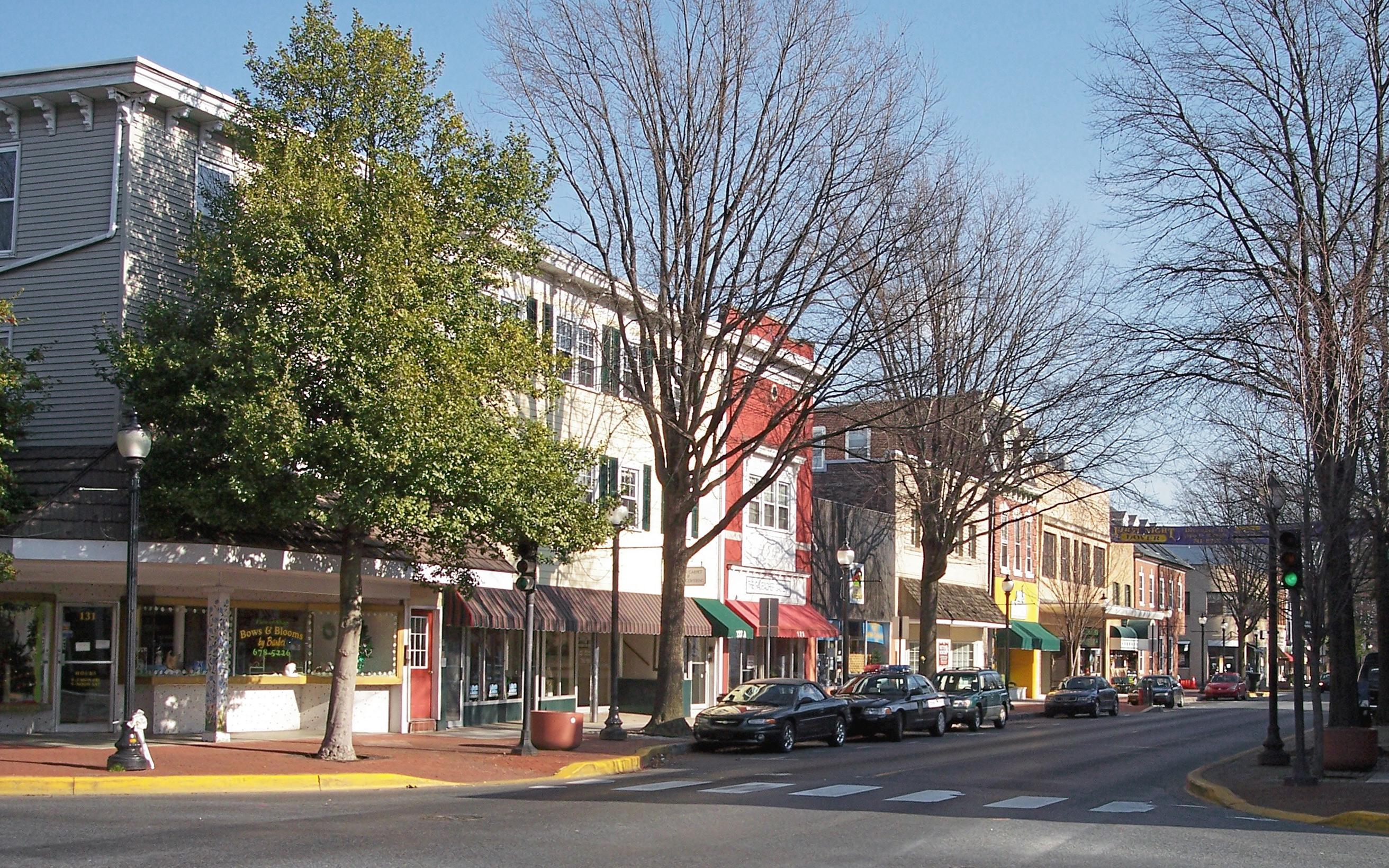